# Apion
Apion — рід довгоносикоподібних жуків родини Насіннєїди (Apionidae).

## Опис роду
Цей відомий рід є одним із найбільших в ряді, були описані близько 500 видів, попри те, що завдяки їх розміру вони зазвичай нехтуються колекторами і описувачами.
Хоча більшість видів, які були каталогізовані належать європейського регіону, але з'ясовується, що рід має дуже широке поширення, і цілком імовірно, що це дійсно багатий на види рід в тропічних регіонах так, як і в Європі. Тільки три види були описані раніше в Мексиці і Центральній Америці.
Труднощі на шляху визначення роду ще не подолані і ніяких задовільних способів групування видів або розділення роду не було виявлено.

## Список європейських видів роду Apion
1. Насіннєїд конюшиновий (Apion apricans)
2. Apion cruentatum Walton, 1844
3. Apion croceifemoratum Kiesenwetter[1]
4. Apion dellabeffae Schatzmayr, 1922
5. Apion distincticolle Desbrochers, 1870
6. Apion frumentarium Linnaeus, 1758
7. Apion graecum Desbrochers, 1897
8. Apion haematodes W. Kirby, 1808
9. Apion longithorax Desbrochers, 1889
10. Apion rubens Stephens, 1839
11. Apion rubiginosum Grill, 1893